# 水硬性石灰
水硬性石灰（すいこうせいせっかい）とは、水和物（主にCaO・SiO2など）を含有した消石灰（Ca(OH)2）で、モルタルとして混合した後は水と反応して硬化し、さらに空気中の二酸化炭素と結合して硬化をし続ける建設材料。
古代地中海地域が紀元とされており、特に古代ローマ帝国初期に著しい発展を遂げた。産業革命時は水硬性石灰の研究が元となって、水で固まる性質が発展し、セメントの発明につながっている。

## 製造法
製造方法は大きく分類して、二種類存在する。
一つは、古代ローマで行われていた技法で、消石灰を製造後に火山灰などのポゾラン質を添加し、水和物を生成する方法である。この技法は「人工水硬性石灰」あるいは単に「水硬性石灰」と呼ばれている。
一方で、主に産業革命時に考案された技法として、原料の石灰岩に粘土質が含まれることでポゾラン質を発揮する「天然水硬性石灰」がある。これは、粘土質の石灰岩（炭酸カルシウム、Ca(OH)2）を焼成（Calcination）し、消火（Hydration）することにより得られる。製造方法は通常の消石灰に類似しているものの、炭酸カルシウムを主原料とする消石灰とは異なり、原料の鉱石に粘土分が含まれることが水で固まる水硬性の特質を発揮する。

## 水硬性石灰の規格
水硬性石灰の定義は欧州規格に明記されており、「水硬性石灰=HL」および「天然水硬性石灰=NHL」が区別されている（HLは"Hydraulic Lime"、NHLは"Natural Hydraulic Lime"）。
欧州規格では、水硬性石灰の強度による区分があり、水硬性石灰の場合はHL2, HL3.5, HL5、天然水硬性石灰の場合はNHL2, NHL3.5, NHL5と、保有すべき最低圧縮強度（単位：MPa）の数値を規格名の後ろに記述する規定となっている。

## 用途および性質
水硬性石灰は水で硬化する性質を保有しており、砂などの骨材と混合してモルタルとして利用できる。古代ローマにおいては、建物の土台から組積内部に渡って現在のコンクリートのように充填して使われており、炭酸化作用により石灰化していることで現在も建設時のまま建物が保存されている。水硬性石灰を利用したコンクリートとしてパンテオン（ローマ）のドームが知られている。現在、水硬性石灰は、主に天然水硬性石灰NHLとして欧州において左官材として使用されており、特に歴史的建造物など伝統建築の補修材として推奨されている。
参考として消石灰は、空気のみで硬化する「気硬性」性質をもっており強度が低く、左官用の漆喰として利用する場合、天然または合成による樹脂を混合して使用するのが一般的である。これに対して天然水硬性石灰は、「水硬性」の特性を保有しており、樹脂を必要とせずに骨材と混合して左官に利用することができる。